# Coppa del Mondo juniores di slittino 2005
La Coppa del Mondo juniores di slittino 2004/05, dodicesima edizione della manifestazione organizzata dalla Federazione Internazionale Slittino, è iniziata il 2 dicembre 2004 a Lillehammer, in Norvegia, e si è conclusa il 30 gennaio 2005 a Innsbruck, in Austria. Si sono disputate diciotto gare: sei nel singolo uomini, nel singolo donne e nel doppio in sei differenti località.
L'appuntamento clou della stagione sono stati i campionati mondiali juniores 2005 disputatisi sul Bobbahn di Winterberg, in Germania, competizione non valida ai fini della Coppa del Mondo.

## Risultati

### Singolo uomini
| Data                | Località             | Nazione  | Primo classificato       | Secondo classificato          | Terzo classificato       |
| ------------------- | -------------------- | -------- | ------------------------ | ----------------------------- | ------------------------ |
| 2-3 dicembre 2004   | Lillehammer          | Norvegia | Johannes Ludwig Germania | Matthew Mortensen Stati Uniti | Peter Fischer Germania   |
| 10-11 dicembre 2004 | Sigulda              | Lettonia | Manuel Pfister Austria   | Matthew Mortensen Stati Uniti | Ritvars Šteins Lettonia  |
| 18 dicembre 2004    | Altenberg            | Germania | Johannes Ludwig Germania | Tobias Raßbach Germania       | Peter Fischer Germania   |
| 15 gennaio 2005     | Schönau am Königssee | Germania | Johannes Ludwig Germania | Valerij Bespalov Russia       | Richard Grill Germania   |
| 22 gennaio 2005     | Oberhof              | Germania | Johannes Ludwig Germania | Valerij Bespalov Russia       | Lukáš Brož Rep. Ceca     |
| 28 gennaio 2005     | Igls                 | Austria  | Daniel Pfister Austria   | Wolfgang Kindl Austria        | Johannes Ludwig Germania |

### Singolo donne
| Data                | Località             | Nazione  | Prima classificata            | Seconda classificata          | Terza classificata        |
| ------------------- | -------------------- | -------- | ----------------------------- | ----------------------------- | ------------------------- |
| 2-3 dicembre 2004   | Lillehammer          | Norvegia | Natalie Geisenberger Germania | Erin Hamlin Stati Uniti       | Corinna Martini Germania  |
| 10-11 dicembre 2004 | Sigulda              | Lettonia | Megan Sweeney Stati Uniti     | Alex Gough Canada             | Erin Hamlin Stati Uniti   |
| 18 dicembre 2004    | Altenberg            | Germania | Natalie Geisenberger Germania | Corinna Martini Germania      | Astrid Scharfe Germania   |
| 15 gennaio 2005     | Schönau am Königssee | Germania | Natalie Geisenberger Germania | Corinna Martini Germania      | Martina Kocher Svizzera   |
| 22 gennaio 2005     | Oberhof              | Germania | Corinna Martini Germania      | Natalie Geisenberger Germania | Madeleine Teuber Germania |
| 29 gennaio 2005     | Igls                 | Austria  | Natalie Geisenberger Germania | Samantha Retroel Stati Uniti  | Martina Kocher Svizzera   |

### Doppio
| Data              | Località             | Nazione  | Primi classificati                         | Secondi classificati                       | Terzi classificati                         |
| ----------------- | -------------------- | -------- | ------------------------------------------ | ------------------------------------------ | ------------------------------------------ |
| 2-3 dicembre 2004 | Lillehammer          | Norvegia | Tobias Wendl Tobias Arlt Germania          | Matthew Mortensen Garon Thorne Stati Uniti | Sandro Stielicke Carl Pelzer Germania      |
| 10 dicembre 2004  | Sigulda              | Lettonia | Matthew Mortensen Garon Thorne Stati Uniti | Dmitrij Chamkin Vladimir Bojcov Russia     | Vladislav Južakov Oleg Medvedev Russia     |
| 17 dicembre 2004  | Altenberg            | Germania | Tobias Wendl Tobias Arlt Germania          | Matthew Mortensen Garon Thorne Stati Uniti | Sandro Stielicke Carl Pelzer Germania      |
| 14 gennaio 2005   | Schönau am Königssee | Germania | Tobias Wendl Tobias Arlt Germania          | Matthew Mortensen Garon Thorne Stati Uniti | Ronny Pietrasik Christian Weise Germania   |
| 21 gennaio 2005   | Oberhof              | Germania | Tobias Wendl Tobias Arlt Germania          | Matthew Mortensen Garon Thorne Stati Uniti | Sandro Stielicke Carl Pelzer Germania      |
| 29 gennaio 2005   | Igls                 | Austria  | Tobias Wendl Tobias Arlt Germania          | Dmitrij Chamkin Vladimir Bojcov Russia     | Matthew Mortensen Garon Thorne Stati Uniti |

## Classifiche

### Singolo uomini[1]
| Pos. | Nome              | Nazione     | LIL | SIG | ALT | KÖN | OBE | IGL | Totale |
| ---- | ----------------- | ----------- | --- | --- | --- | --- | --- | --- | ------ |
| 1    | Johannes Ludwig   | Germania    | 1   | -   | 1   | 1   | 1   | 3   | 470    |
| 2    | Matthew Mortensen | Stati Uniti | 2   | 2   | 12  | 5   | 4   | 4   | 377    |
| 3    | Manuel Pfister    | Austria     | 9   | 1   | 4   | 4   | 10  | 6   | 345    |
| 4    | Wolfgang Kindl    | Austria     | 7   | 6   | 10  | 24  | 9   | 2   | 273    |
| 5    | Valerij Bespalov  | Russia      | 15  | 5   | 26  | 2   | 2   | -   | 268    |

### Singolo donne[2]
| Pos. | Nome                 | Nazione     | LIL | SIG | ALT | KÖN | OBE | IGL | Totale |
| ---- | -------------------- | ----------- | --- | --- | --- | --- | --- | --- | ------ |
| 1    | Natalie Geisenberger | Germania    | 1   | -   | 1   | 1   | 2   | 1   | 485    |
| 2    | Corinna Martini      | Germania    | 3   | -   | 2   | 2   | 1   | 4   | 400    |
| 3    | Erin Hamlin          | Stati Uniti | 2   | 3   | 4   | 4   | 9   | 10  | 350    |
| 4    | Madeleine Teuber     | Germania    | 4   | -   | 6   | 6   | 3   | 7   | 276    |
| 5    | Alex Gough           | Canada      | 9   | 2   | 5   | 10  | 23  | 9   | 272    |

### Doppio[3]
| Pos. | Nome                            | Nazione     | LIL | SIG | ALT | KÖN | OBE | IGL | Totale |
| ---- | ------------------------------- | ----------- | --- | --- | --- | --- | --- | --- | ------ |
| 1    | Matthew Mortensen Garon Thorne  | Stati Uniti | 2   | 1   | 2   | 2   | 2   | 3   | 510    |
| 2    | Tobias Wendl Tobias Arlt        | Germania    | 1   | -   | 1   | 1   | 1   | 1   | 500    |
| 3    | Dmitrij Chamkin Vladimir Bojcov | Russia      | 6   | 2   | 7   | 9   | 6   | 2   | 355    |
| 4    | Sandro Stielicke Carl Pelzer    | Germania    | 3   | -   | 3   | 4   | 3   | 15  | 296    |
| ...  | ...                             | ...         | ... | ... | ... | ... | ... | ... | ...    |